# 어이커구

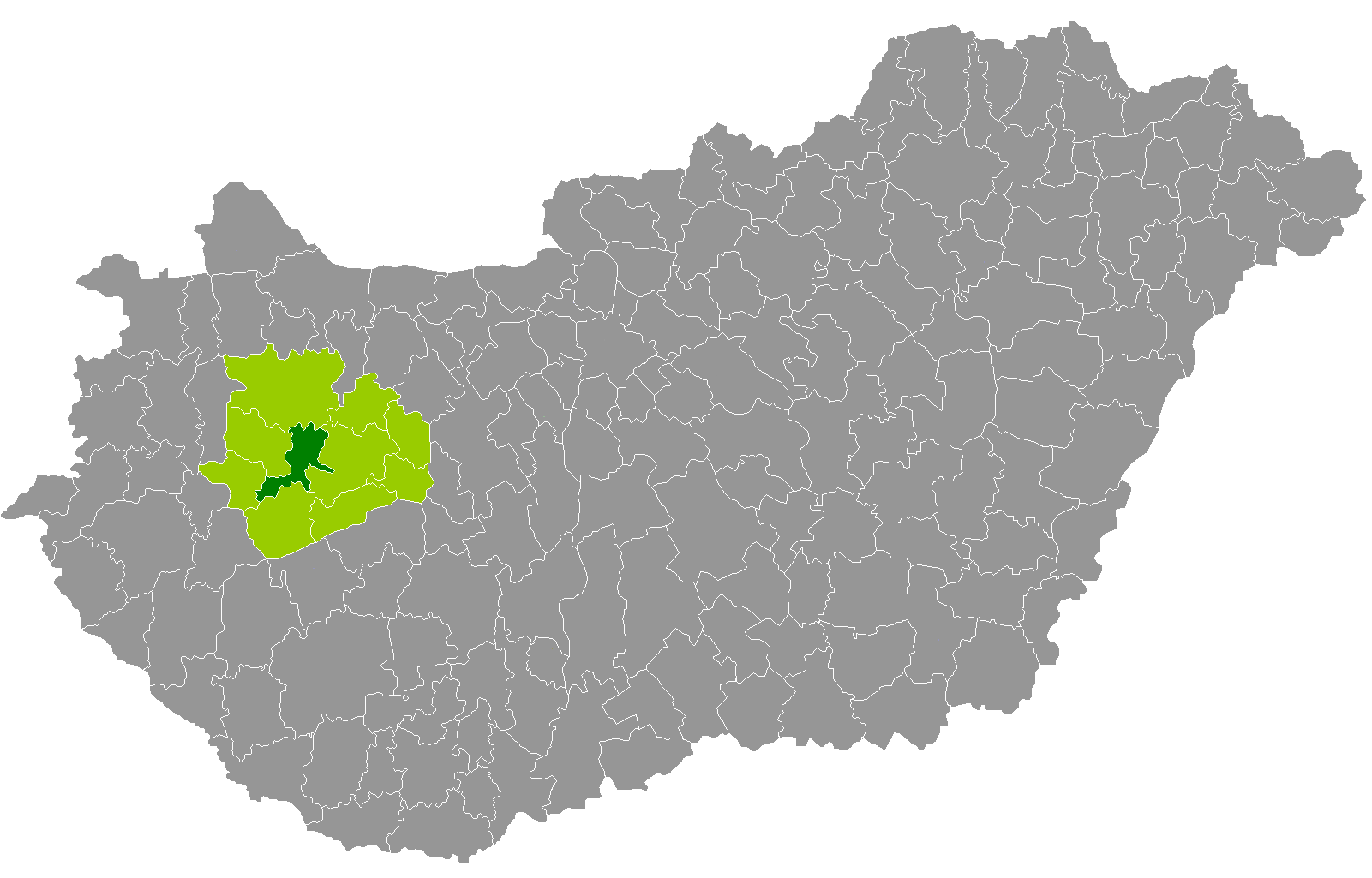
베스프렘주 지도에 표시된 어이커구의 위치

어이커구(헝가리어: Ajkai járás)는 헝가리 베스프렘주에 위치한 구로 구청 소재지는 어이커이며 면적은 320.71km2, 인구는 39,160명(2011년 기준), 인구 밀도는 122명/km2이다.
북쪽으로는 파퍼구, 동쪽으로는 베스프렘구, 남쪽으로는 터폴처구, 서쪽으로는 쉬메그구, 데베체르구와 접한다. 11개 지방 자치체(1개 시, 10개 마을)를 관할한다.

구 문장